# Свети Стефан (Бер)
Вижте пояснителната страница за други значения на Свети Стефан.
„Свети Стефан“ (на гръцки: Άγιος Στέφανος) е късносредновековна православна църква в южномакедонския град Бер (Верия), Егейска Македония, Гърция. Храмът е част от енория „Свети Йоан Милостиви“.

## История
Църквата е издигната в XVI век. В XVIII век храмът е цялостно реконструиран в трикорабна базилика, като в него в западната част е включена част от стар храм, вероятно раннохристиянски.